# ウェスト・ロンドン・ダービー
ウェスト・ロンドン・ダービー（英 : West London Derby）は、イングランド（イギリス）の西ロンドンに本拠地を置くサッカークラブ同士が対戦するローカル・ダービーのことである。特にブレントフォードFC、チェルシーFC、フラムFC、クイーンズ・パーク・レンジャーズFC(QPR)の間で行われる対戦を指す。

## 概要
各クラブが異なるカテゴリーに所属していることが多いために、ウェスト・ロンドン・ダービーはイングランドの他のダービーと比べると目立たない。チェルシーとフラムは1986年から2001年まで対戦機会がなく、チェルシーとブレントフォードは1950年から対戦機会がない。QPRとブレントフォードは1966年から2001年まで対戦機会がなく、QPRとチェルシーは1996年から2008年まで対戦機会がなかった。このダービー中最も多く対戦しているのはチェルシーとフラムであり、これまでに70回以上対戦している。ウェスト・ロンドン・ダービーとは対照的に、アーセナルFCとトッテナム・ホットスパーFCの間で行われるノース・ロンドン・ダービーは170回以上行われており、リヴァプールFCとエヴァートンFCの間で行われるマージーサイド・ダービーは200回以上も行われている。2011-12シーズンは初めて西ロンドンの3クラブ（チェルシー、フラム、QPR）がプレミアリーグに揃って在籍した。2003年にサッカーファンに対して行われた意識調査では、フラムとQPRのファンはチェルシーを最も重要なライバルとみなしており、フラムはQPRを、QPRはフラムを2番目のライバルとみなしている。さらに、フラムとQPRのファンはブレントフォードを3番目のライバルとみなしている。ブレントフォードのファンはQPRを最も重要なライバルとみなしており、フラムを2番目のライバルに、ブライトン・アンド・ホーヴ・アルビオンFCを3番目のライバルに位置付けている。チェルシーのファンは西ロンドンのクラブを主要なライバルとみなしておらず、その代わりにアーセナルやトッテナム、マンチェスター・ユナイテッドFCをライバルに挙げている。

## 統計

### 総合成績
|                  | 試合数 | 勝  | 分  | 敗  | 得点 | 失点 |
| ---------------- | ------ | --- | --- | --- | ---- | ---- |
| ブレントフォード | 125    | 41  | 38  | 46  | 172  | 169  |
| チェルシー       | 132    | 65  | 41  | 26  | 195  | 140  |
| フラム           | 149    | 38  | 42  | 69  | 164  | 215  |
| QPR              | 140    | 46  | 45  | 49  | 178  | 185  |
| 通算             | 545    | 190 | 165 | 190 | 708  | 708  |

### ブレントフォード対チェルシー
|          | 試合数 | ブレントフォード 勝利 | 引き分け | チェルシー 勝利 | ブレントフォード 得点 | チェルシー 得点 |
| -------- | ------ | --------------------- | -------- | --------------- | --------------------- | --------------- |
| リーグ   | 10     | 4                     | 1        | 5               | 13                    | 14              |
| FAカップ | 1      | 0                     | 0        | 1               | 0                     | 1               |
| 通算     | 11     | 4                     | 1        | 6               | 13                    | 15              |

### ブレントフォード対フラム
|                                 | 試合数 | ブレントフォード 勝利 | 引き分け | フラム 勝利 | ブレントフォード 得点 | フラム 得点 |
| ------------------------------- | ------ | --------------------- | -------- | ----------- | --------------------- | ----------- |
| リーグ                          | 40     | 11                    | 12       | 17          | 53                    | 60          |
| FAカップ                        | 2      | 1                     | 0        | 1           | 3                     | 2           |
| フットボールリーグカップ        | 4      | 3                     | 1        | 0           | 7                     | 2           |
| フットボールリーグ・ トロフィー | 3      | 1                     | 1        | 1           | 2                     | 3           |
| 通算                            | 49     | 16                    | 14       | 19          | 65                    | 67          |

### ブレントフォード対QPR
|          | 試合数 | ブレントフォード 勝利 | 引き分け | QPR 勝利 | ブレントフォード 得点 | QPR 得点 |
| -------- | ------ | --------------------- | -------- | -------- | --------------------- | -------- |
| リーグ   | 62     | 19                    | 22       | 21       | 88                    | 85       |
| FAカップ | 3      | 2                     | 1        | 0        | 6                     | 2        |
| 通算     | 65     | 21                    | 23       | 21       | 94                    | 87       |

### チェルシー対フラム
|                          | 試合数 | チェルシー 勝利 | 引き分け | フラム 勝利 | チェルシー 得点 | フラム 得点 |
| ------------------------ | ------ | --------------- | -------- | ----------- | --------------- | ----------- |
| リーグ                   | 65     | 37              | 21       | 7           | 109             | 59          |
| FAカップ                 | 6      | 2               | 2        | 2           | 7               | 7           |
| フットボールリーグカップ | 3      | 2               | 1        | 0           | 4               | 2           |
| 通算                     | 74     | 41              | 24       | 9           | 120             | 68          |

### チェルシー対QPR
|                          | 試合数 | チェルシー 勝利 | 引き分け | QPR 勝利 | チェルシー 得点 | QPR 得点 |
| ------------------------ | ------ | --------------- | -------- | -------- | --------------- | -------- |
| リーグ                   | 41     | 14              | 15       | 12       | 53              | 54       |
| FAカップ                 | 5      | 3               | 1        | 1        | 6               | 4        |
| フットボールリーグカップ | 3      | 1               | 1        | 1        | 2               | 3        |
| 通算                     | 48     | 18              | 17       | 13       | 61              | 60       |

### フラム対QPR
|                          | 試合数 | フラム 勝利 | 引き分け | QPR 勝利 | フラム 得点 | QPR 得点 |
| ------------------------ | ------ | ----------- | -------- | -------- | ----------- | -------- |
| リーグ                   | 23     | 9           | 4        | 12       | 35          | 29       |
| FAカップ                 | 4      | 3           | 1        | 0        | 6           | 2        |
| フットボールリーグカップ | 1      | 1           | 0        | 0        | 2           | 0        |
| 通算                     | 28     | 11          | 5        | 12       | 36          | 31       |

## 移籍
ブレントフォード、チェルシー、フラム、QPRのうち少なくとも2クラブでプレーした選手もしくは監督を務めた選手のリストである。

### ブレントフォードとQPR
- ニッキー・ブル – QPRに所属した後、ブレントフォードに所属した。
- アンディ・シントン – ブレントフォードに所属した後、QPRに所属した。
- マーティン・ローランズ – ブレントフォードに所属した後、QPRに所属した。
- マーカス・ビーン – QPRに所属した後、ブレントフォードに所属した。
- マーティン・アレン – QPRで選手としてプレーし、ブレントフォードで監督を務めた。

### ブレントフォードとフラム
- ウェイン・ブラウン – フラムからブレントフォードにレンタル移籍した。
- ロバート・ミルソム – フラムからブレントフォードにレンタル移籍した。
- ジョン・サラコ – フラムに所属した後、ブレントフォードに所属した。
- デイビッド・バットン – ブレントフォードからフラムへ移籍した。

### チェルシーとフラムとQPR
- ロイ・ベントレー – 1955年にはチェルシーでストライカーとしてリーグ制覇を経験し、1956年に移籍したフラムではディフェンダーにコンバートされた。その後は2年間QPRでプレーした。
- ボビー・キャンベル – 1976年から1980年までフラムの監督を務め、1988年から1991年までチェルシーの監督を務めた。1980年代にはQPRでコーチを務めた。
- デイヴ・セクトン – 1960年代にフラムノ監督を務め、1970年代にはチェルシーとQPRでも監督を務めた。チェルシーではFAカップとUEFAカップウィナーズカップで優勝し、クラブ史上最も功績ある監督のひとりとされている。
- レイ・ウィルキンス – チェルシーからデビューし、後にQPRでもプレーした。QPRでは監督も務め、フラムの監督も務めた。ジャンルカ・ヴィアッリ、ルイス・フェリペ・スコラーリ、フース・ヒディンク、カルロ・アンチェロッティ監督の下でチェルシーのコーチを務めた。
- クライヴ・ウォーカー – ウインガー。
- ポール・パーカー – フラムからデビューし、格安でQPRに売られた。1997年にはチェルシーで4試合に出場した。

### チェルシーとQPR
- バリー・ブリッジズ – 1960年代と1970年代にプレーしたストライカー。
- ゲイリー・チヴァース – 1980年代にプレーしたディフェンダー。
- トミー・ドカティ – 1960年代にチェルシーの監督を務め、QPRでも2度に渡って監督を務めた。.
- リース・エヴァンズ – チェルシーからQPRにレンタル移籍したゴールキーパー。
- マーク・ファルコ – トッテナム・ホットスパーFCからチェルシーにレンタル移籍し、後にQPRでもプレーした。
- マイク・フィレリー – 技術の高い左サイドハーフ。1983年にチェルシーからQPRに移籍した。
- ポール・ファーロング – 移籍回数の多いセンターフォワード。短期間チェルシーでプレーし、後に移籍したQPRでは英雄のひとりとなった。
- アラン・ハリス – ロン・ハリスの兄弟。
- ジョン・ホリンズ – 1970年にはチェルシーでFAカップを制覇し、1975-76シーズンにはQPRでクラブ史上最高位を経験した。また、両クラブで監督を務めた。
- トミー・ラングレー – 1970年代後半と1980年代前半にプレーした。
- マイケル・マンシエン – チェルシーからQPRに2度レンタル移籍した。
- ゲヴィン・ピーコック – 1990年代にプレーした。
- ベン・サハル – 2007年にチェルシーからQPRにレンタル移籍し、2007-08シーズンにはフラム相手のダービーで得点した。
- スコット・シンクレア – 2007年にチェルシーからQPRにレンタル移籍した。
- ジミー・スミス – 2006年にチェルシーからQPRにレンタル移籍した。
- ナイジェル・スパックマン – ミッドフィールダー。
- ジョン・スペンサー – 小柄なスコットランド人ストライカー。チェルシーに所属した後、QPRに所属した。
- テリー・ベナブルズ  – 主に1960年代にチェルシーに所属し、1969年にトッテナムからQPRに移籍した。1980年から1984年にはQPRで監督を務めた。
- イアン・ワトソン – 1960年代中頃にチェルシーからQPRに移籍したディフェンダー。
- デヴィッド・ウェブ – チェルシー所属時の1970年にはFAカップ決勝で決勝点を挙げた。1975-76シーズンには躍進したQPRの一員であった。
- ロイ・ウェガリー – 技術の高いストライカー。
- スティーヴ・ウィックス – 1970年代後半から1980年代にかけてプレーしたセンターハーフ。
- ショーン・ライト＝フィリップス – 2005年から2008年にチェルシーに所属し、2011年からQPRに所属している。
- クライヴ・ウィルソン – 1990年にチェルシーからQPRへ移籍した。
- クライヴ・アレン – 1978年から1980年、1981年から1984年にQPRで、1991年から1992年にチェルシーでプレー。他にもアーセナル、クリスタル・パレス、トッテナム、ウェストハム、ミルウォールと、合計7つのロンドンに本拠地を置くクラブでプレーした。
- レス・アレン – 1954年から1959年にチェルシーで、1965年から1969年にQPRでプレー。上述のクライヴ・アレンの父である。

### チェルシーとフラム
- デイヴ・ビーサント – 1992年にチェルシーを離れ、10クラブでプレーした後の2003年にフラムの控えキーパー兼コーチとなった。
- ウェイン・ブリッジ – 2006年1月にチェルシーからフラムにレンタル移籍した。
- ゴードン・デイヴィス – フラムに所属した後、チェルシーに所属した。
- ダミアン・ダフ – チェルシーに所属した後、フラムに所属した。
- ビャーネ・ゴルベク – チェルシーに所属した後、フラムに所属した。
- ジョン・ハーリー – チェルシーに所属した後、フラムに所属した。
- レイ・レウィントン – チェルシーに所属した後、フラムに所属した。
- イアン・ピアース – チェルシーに所属した後、フラムに所属した。
- テッド・サヴェージ – フラムに所属した後、チェルシーに所属した。
- アレクセイ・スメルティン – 2003年から2006年にチェルシーに所属し、2007年から2008年にフラムに所属した。
- ガエル・カクタ – 2011年1月にチェルシーからフラムにレンタル移籍した。
- マーク・シュワルツァー - 2013年にフラムからチェルシーに移籍した。

### フラムとQPR

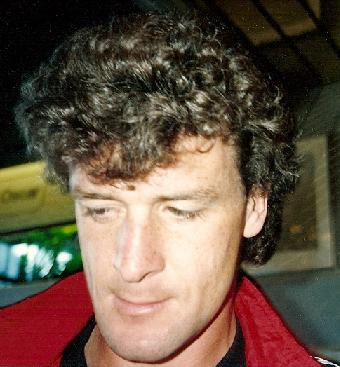
西ロンドンの2クラブで監督を務めたマーク・ヒューズ

- ディーン・コニー – ストライカー。ポール・パーカーがフラムからQPRに移籍した際に同時に移籍した。
- リー・クック – ウインガー。2007年にQPRからフラムに移籍した。
- ロドニー・マーシュ – 1962年にフラムからデビューし、1966年にQPRに移籍した。マンチェスター・ユナイテッドFCを経て、1976年にはフラムに復帰した。
- ゼッシュ・レーマン – 2006年にフラムからQPRに移籍した。
- ヘイザル・ヘルグソン – ストライカー。
- トニー・シーリー – 小柄だが敏捷なストライカー。1982-83シーズンにはチーム内得点王となってQPRの昇格に貢献し、後にフラムに移籍した。
- カラム・ウィロック – フラムからQPRにレンタル移籍した。
- ポール・パーカー – 両クラブそれぞれで100試合以上に出場した。
- ボビー・ザモラ – フラムに所属した後、2012年1月にQPRに移籍した。
- マーク・ヒューズ – 2010-11シーズンにフラムの監督を務めた。2012年1月にQPRの監督に就任した。
- アラン・マレリー – フラムで選手として通算10年間所属。QPRで半年間監督を務めた。